# 隆化镇 (翼城县)
隆化镇，是中华人民共和国山西省临汾市翼城县下辖的一个乡镇级行政单位。2021年5月，撤销浇底乡，整建制并入隆化镇。将隆化镇的史伯村委会划归王庄镇管辖。

## 行政区划
隆化镇下辖以下地区：
隆化村、北张村、北张庄村、杨家河村、石门村、尧都村、西白驹村、广适村、史村、南吴村、上吴东村、上吴西村、安家垣村、东亢村、黄家铺村、李家垣村、中王村、田家河村、辽寨河村、北捍村、牢寨村、紫琴村、南卫村、大河口村、北卫村、燕家庄村、高乔村、下石门村、南捍村、两坂村、枣园村、史伯村和垣头村。

## 历史文化名镇
2017年1月12日，隆化镇公布为第五批山西省历史文化名镇。

## 全国重点文物保护单位
大河口遗址：位于大河口村东北，分布面积约80万平方米。